# Attentat in der Tree-of-Life-Synagoge in Pittsburgh 2018
Bei dem Attentat in der Tree-of-Life-Synagoge in Pittsburgh im US-Bundesstaat Pennsylvania am 27. Oktober 2018 erschoss ein 46-jähriger weißer Lastwagenfahrer aus Hass auf Juden elf Menschen und verletzte sechs, darunter vier Polizisten. Es war der bis dahin gravierendste antisemitische Gewaltakt in der Geschichte der Vereinigten Staaten.

## Hintergründe

### Antisemitische Verbrechen in den USA
Die schwersten antisemitisch motivierten Verbrechen in den Vereinigten Staaten vor dem Attentat von Pittsburgh waren im Jahr 1984 die Ermordung einer vierköpfigen Familie in Seattle, die der Täter für jüdisch hielt, sowie der Anschlag eines White Supremacists auf vor einem jüdischen Gemeindezentrum in Kansas City stehende Personen im Jahr 2014, bei dem drei Menschen starben.
Antisemitische Übergriffe stiegen 2017 in den USA im Vergleich zum Vorjahr um 57 % an. Das war der höchste Anstieg innerhalb eines Jahres, seit die Anti-Defamation League 1979 begonnen hatte, diese Taten gesondert zu erfassen.

### Tatort
Die Tree-of-Life-Synagoge befindet sich in Pittsburghs jüdisch geprägtem Stadtviertel Squirrel Hill, in der Nähe der Carnegie Mellon University. Das Gotteshaus wurde 1946 erbaut; die Gemeinde gehört dem Konservativen Judentum an. Die Synagoge ist ein weitläufiges Gebäude. Seit 2010 war auch die rekonstruktionistische Dor-Hadash-Gemeinde hier beheimatet, und seit 2017 hielt die konservative New-Light-Gemeinde ihre Gottesdienste im Untergeschoss ab. So fanden an diesem Sabbat-Morgen drei Gottesdienste in verschiedenen Räumen statt.

## Tathergang
Um 09:45 Uhr begann ein Sabbat-Morgengottesdienst, außerdem fand eine Beschneidungszeremonie (Bris) statt. Um 09:54 Uhr wurde die Polizei gerufen, weil ein um sich schießender Attentäter in die Synagoge eingedrungen sei. Bevor der 46-jährige Schütze das Feuer mit einer AR-15 und drei Glock-.357-Handfeuerwaffen eröffnete, soll er Zeugen zufolge „Alle Juden müssen sterben!“ geschrien haben. Die tödlichen Schüsse fielen vor dem Eintreffen der Polizei.
20 Minuten später wurde der Attentäter beim Verlassen des Gebäudes von einem Polizeibeamten aufgehalten. Der Attentäter schoss ihn nieder und zog sich daraufhin wieder in die Synagoge zurück, um sich vor den eintreffenden Einsatzkräften, darunter einem SWAT-Team, zu verbergen. Die beiden Polizisten, die als erste am Schauplatz des Verbrechens eintrafen, wurden vom Attentäter niedergeschossen, zwei weitere Beamte innerhalb des Gebäudes. Der Attentäter wurde während des Schusswechsels mehrmals selbst getroffen. Er verbarrikadierte sich in einem Raum im dritten Stockwerk, ergab sich aber schließlich der Polizei. Er wurde ins Allegheny General Hospital gebracht, in dem ihn drei jüdische Ärzte und Pfleger behandelten.
Das Attentat ist der Einzelanschlag auf Juden mit den meisten Toten in der Geschichte der Vereinigten Staaten von Amerika.

## Opfer

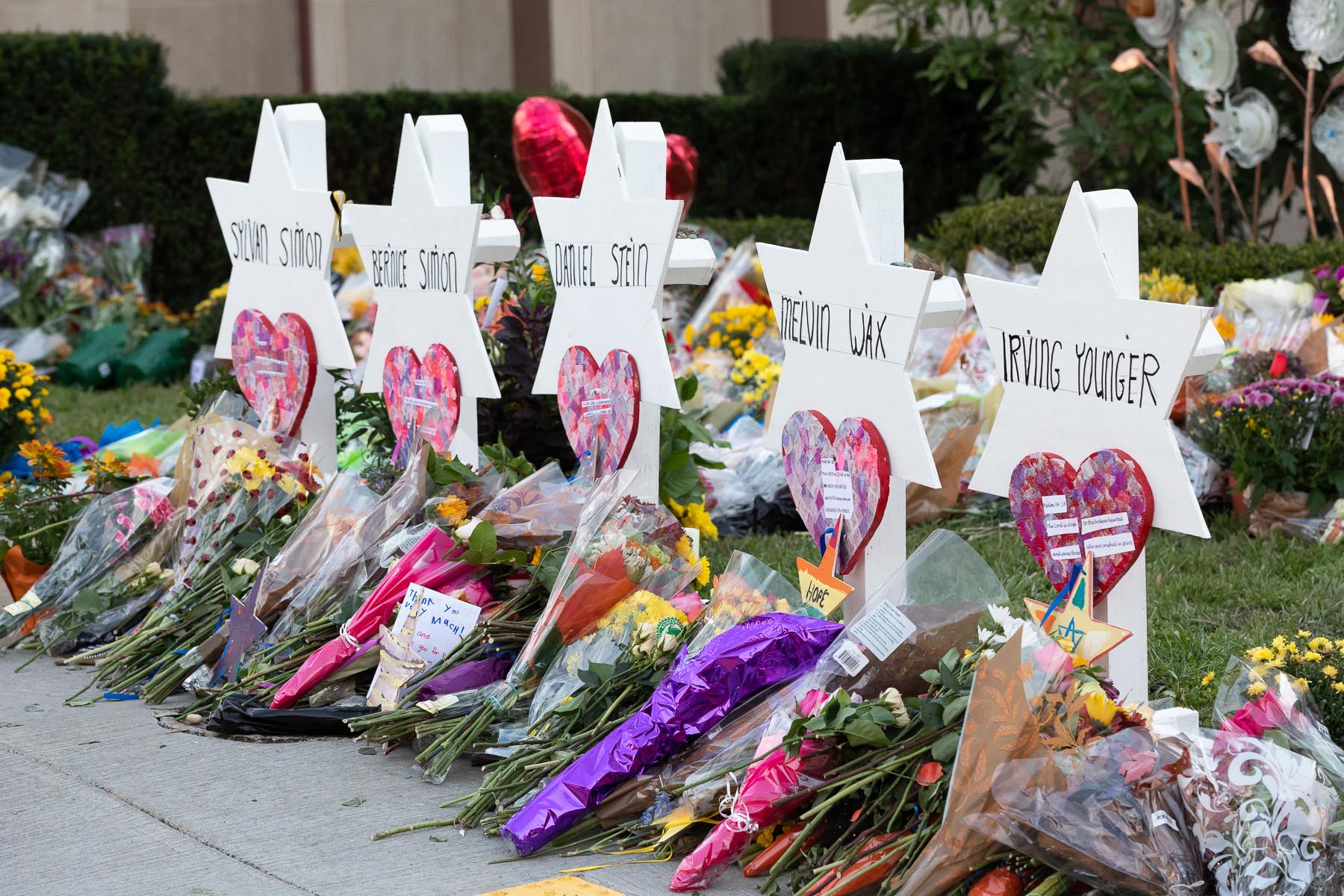
Gedenktafeln vor der Tree-of-Life-Synagoge

Bei dem Attentat starben elf Menschen und sechs wurden verletzt, darunter vier Polizisten. Ein 70-jähriger Synagogenbesucher und ein 55-jähriger Polizeibeamter schwebten nach der Tat vorübergehend in Lebensgefahr.

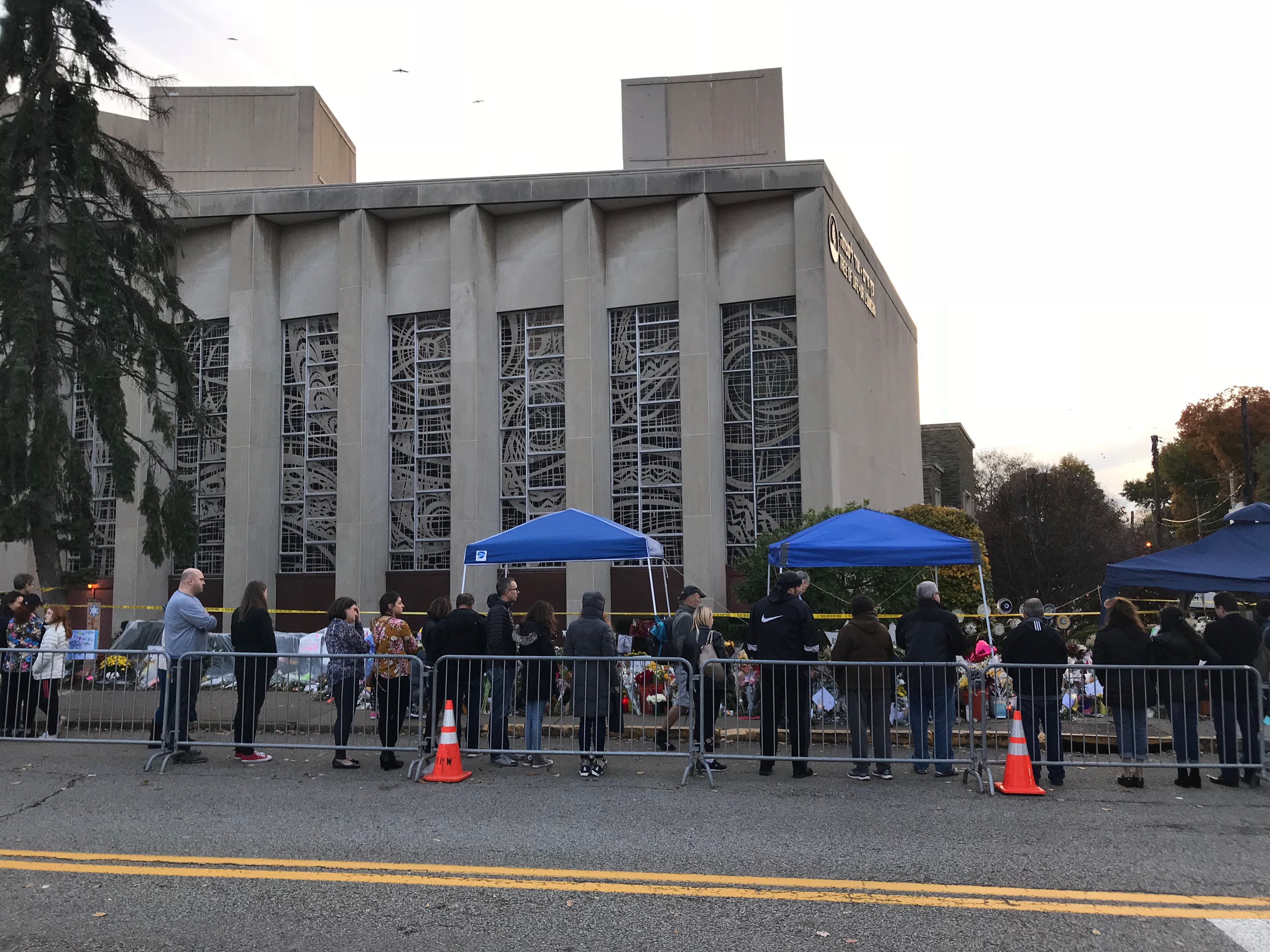
Menschen gedenken der Verstorbenen am 4. November 2018

Die Todesopfer waren zwischen 54 und 97 Jahren alt. Sie stammten aus allen drei Gottesdienstgruppen, die sich am Morgen in der Synagoge versammelt hatten, und gehörten überwiegend den Minjan-Leuten der Synagoge an, die nicht nur am Schabbat kommen, sondern auch während der Woche, um das Quorum von mindestens zehn – im religiösen Sinne – mündigen Juden zu stellen, das Voraussetzung ist, um einen vollständigen jüdischen Gottesdienst einschließlich Toralesung abhalten zu können. Es handelte sich bei den Ermordeten um folgende Personen:
- Joyce Fienberg, 75
- Richard Gottfried, 65
- Rose Mallinger, 97
- Jerry Rabinowitz, 66
- Cecil Rosenthal, 59
- David Rosenthal, 54, Bruder von Cecil
- Bernice Simon, 84
- Sylvan Simon, 86, Ehemann von Bernice
- Daniel Stein, 71
- Melvin Wax, 88
- Irving Younger, 69

## Erste Reaktionen

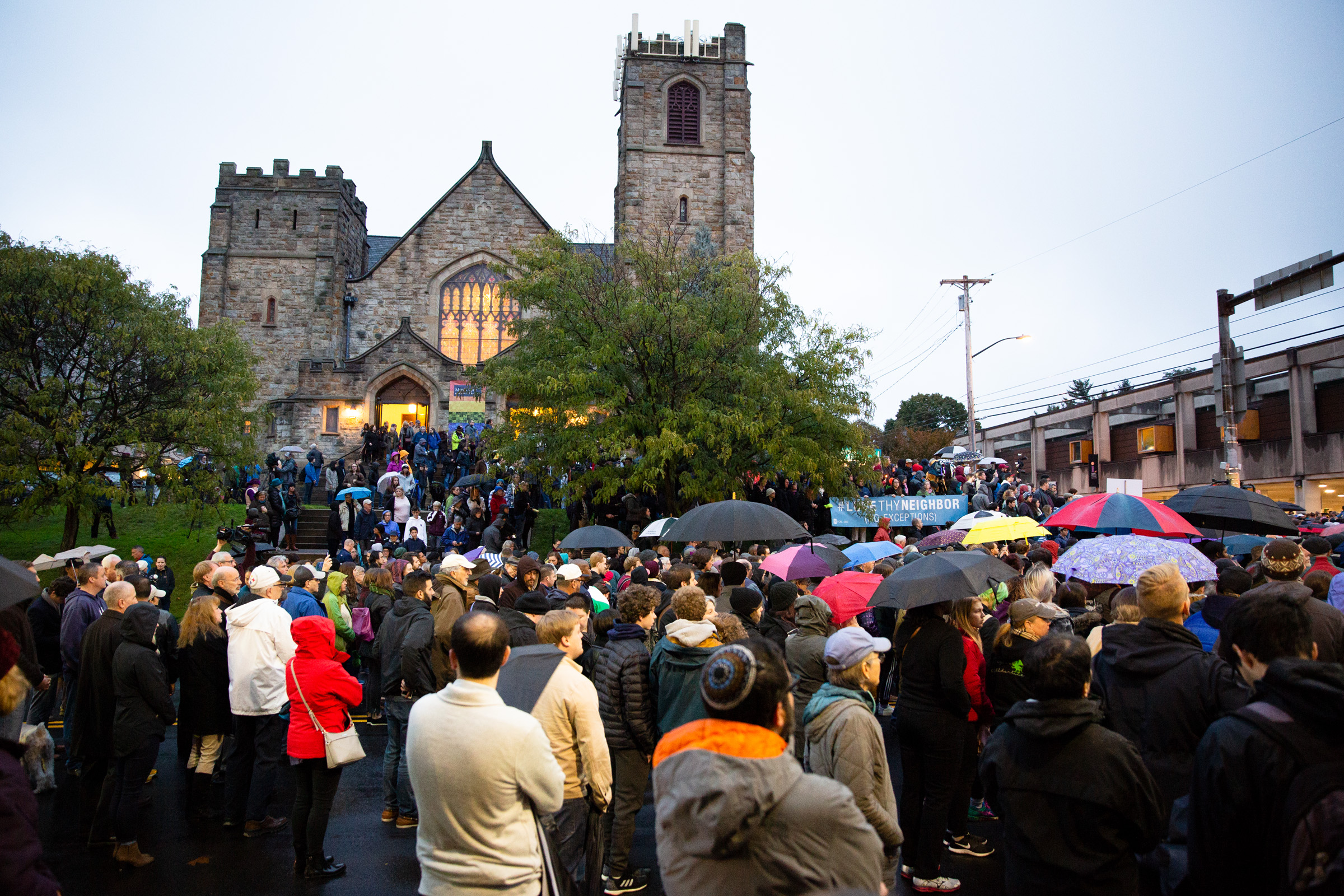
Trauer in Pittsburgh

Am Abend der Tat versammelten sich Hunderte Einwohner Pittsburghs in Squirrel Hill bei drei interreligiösen Mahnwachen, um die Toten zu betrauern und für die Verwundeten zu beten.
Der Zugang zum Campus der Carnegie Mellon University wurde abgesperrt. Präsident Donald Trump sowie der demokratische Gouverneur von Pennsylvania Tom Wolf und seine Parteikollegen John Fetterman und Bill Peduto, Bürgermeister von Pittsburgh, verurteilten den Anschlag auf Twitter. Präsident Trump äußerte die Ansicht, dass der Anschlag zu vermeiden gewesen wäre, wenn die Synagoge unter bewaffnetem Polizeischutz gestanden hätte. Ein ehemaliger Präsident der betroffenen Gemeinde entgegnete darauf, das Gebäude sei zwar an den Hohen Feiertagen polizeilich geschützt, aber nicht während des restlichen Jahres.
Auf Anordnung von Präsident Trump wurden sämtliche Flaggen der USA vom 27. bis zum 31. Oktober 2018 auf halbmast gesetzt. Im Kontext seines Kondolenzbesuchs in Pittsburgh kam es zu Protesten.
Nach antisemitischen Schmierereien am Union Temple, einer Synagoge in Brooklyn, am 1. November 2018 wurde eine für denselben Abend vorgesehene Veranstaltung in den Gemeinderäumen mit der Komödiantin Ilana Glazer abgesagt.

## Strafrechtliche Verfolgung

### Ermittlungen

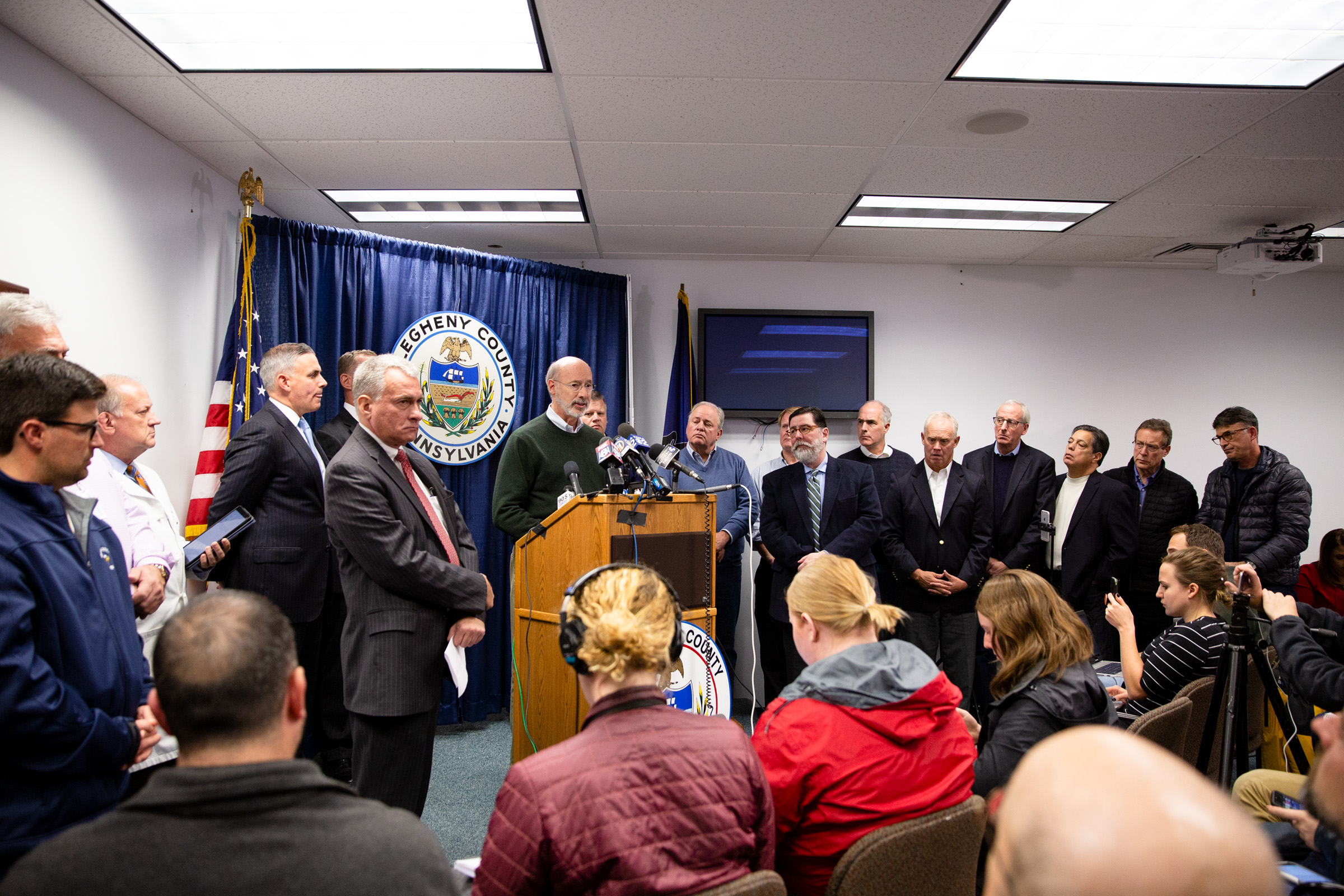
Gouverneur Tom Wolf spricht über das Attentat

Bei dem Täter handelte es sich um den zur Tatzeit 46-jährigen Robert Gregory Bowers aus Pittsburgh. Bowers’ Eltern trennten sich, als dieser ein Jahr alt war. Medienberichten zufolge beging sein Vater Randall Bowers, nachdem er von Polizisten bei der Vergewaltigung einer 20-jährigen Frau angetroffen und wegen dieser Tat angeklagt worden war, mit 26 Jahren Suizid. Die Mutter von Robert Bowers heiratete nach der Trennung von seinem Vater erneut, die Ehe wurde jedoch bereits nach einem Jahr wieder geschieden. Bowers Mutter zog daraufhin zu ihren Eltern. Nachdem sich bei seiner Mutter gesundheitliche Probleme eingestellt hatten, zogen die Großeltern Robert Bowers auf. 
Robert Bowers besuchte von August 1986 bis November 1989 die Baldwin High School und verließ diese mit 17 Jahren ohne Abschluss. Anschließend arbeitete er als Fernfahrer. Nachbarn beschrieben Bowers als „Geist“, der kaum mit anderen kommuniziert habe und wenig zu Hause gewesen sei.
Nach Angaben der lokalen Behörden besaß Bowers 21 Waffen, die auf seinen Namen zugelassen waren.
Dem FBI zufolge soll Bowers diverse antisemitische Äußerungen in sozialen Medien getätigt haben. Besonders die Unterstützung von Flüchtlingen in den USA durch jüdische Organisationen stand im Fokus seiner Beiträge. Stunden vor dem Anschlag soll Bowers folgenden Beitrag beim Kurznachrichtendienst Gab erstellt haben: I can’t sit by and watch my people get slaughtered. Screw your optics, I’m going in („Ich kann nicht rumsitzen und zusehen, wie mein Volk abgeschlachtet wird. Scheiß aufs Image, ich gehe rein“). Bowers hatte auf der Profilseite seines Gab-Benutzerkontos Juden als „Kinder des Satans“ bezeichnet und ein Foto mit der Zahl 1488 hinzugefügt, eine bei White Supremacists und Neonazis beliebte Anspielung auf die Fourteen Words von David Lane und den Hitlergruß.

### Anklage, Prozess, Urteil
Vor dem Pittsburgher Bezirksgericht begann im Frühjahr 2023 der Prozess gegen Robert Bowers. Ihm wurden insgesamt 63 Straftaten zur Last gelegt, darunter zwei Hassverbrechen in jeweils mehreren Fällen, nämlich Störung der freien Religionsausübung mit Todesfolge („obstruction of the exercise of religious beliefs resulting in death“) und Störung der freien Religionsausübung mit Verletzung  von Ordnungskräften („obstruction of the exercise of religious beliefs resulting in bodily injury to a public safety officer“), elf Morde („criminal homicide“) und sechs gefährliche Körperverletzungen („aggravated assault“).
Bei ersten Anhörungen vor Gericht hatte der Angeklagte auf „nicht schuldig“ plädiert, zunächst am 31. Oktober 2018 bezüglich 44 Anklagepunkten und am 11. Februar 2019 bezüglich 19 neu hinzugekommener Punkte. Bowers’ Verteidiger strebten zunächst eine Vereinbarung mit der Staatsanwaltschaft („plea deal“) zur Vermeidung eines Geschworenenprozesses an, um ihm die Todesstrafe zu ersparen; zu einer solchen Absprache kam es aber nicht.
Im Prozess bestritten Bowers und seine Anwälte nicht, dass er die tödlichen Schüsse abgegeben habe, argumentierten jedoch, er leide an Schizophrenie, und wiesen das Motiv des Judenhasses zurück. Am 16. Juni 2023 wurde der Schütze von einer Geschworenenjury in allen Punkten schuldig gesprochen. Sechs Wochen später, am 2. August 2023, wurde Bowers zum Tode verurteilt. Es handelte sich um das erste Todesurteil auf Bundesebene in den USA während der Präsidentschaft Joe Bidens, der im Wahlkampf angekündigt hatte, die Strafe abzuschaffen.